# 八王子ラーメン
八王子ラーメン（はちおうじらーめん）は、東京都八王子市のご当地ラーメン（ご当地グルメ）。醤油タレの醤油ラーメンである。トッピングとして、一般的なチャーシューやメンマのほかに、刻みタマネギを使うことに特徴がある。

## 特徴
主に豚骨・鶏ガラを使ったダシに醤油タレと中細の中華麺からなるラーメンである。具は一般の醤油ラーメンと同様、チャーシュー、メンマを基本とし、加えてきざみタマネギをトッピングとして使用する点が、共通の特徴である。そのため、味が少し甘めで、タマネギの味がよく染み込んでいる。また、液状の透明なラード・脂（あぶら）をスープの表面に浮かせていることが基本形である。ラーメン専門店が多いが、つけ麺や餃子などを出す店舗もある。
刻みタマネギ以外に醤油ベースのたれ、表面を覆うラードを3大特徴とする八王子ラーメンを出す店は現在、市内に30軒以上あるという。

## 歴史
1959年、北野駅前にあった惣菜店が区画整理で子安町に移転することになった。惣菜屋を続けることが難しいと考えた店主は、ラーメン店を始めることにした。その当時、ラーメンを出す店といえば、出前もする中華料理店が当たり前だった。ラーメン専門かつ店内での飲食のみで何かしら特徴を出そうと試行錯誤をしていた時に、北海道旅行で刻んだタマネギが入ったラーメンに出会った。タマネギの食感を損なわずに辛味を抜いたスープが作れないかと工夫を重ねた結果、ラードの油がタマネギの辛味を抑え甘味を引き立ててくれたという。そのラーメンを供する店が「初冨士」で、八王子ラーメンの発祥の地とされる。以後、急速にこの形式のラーメンが広がり、1980年代～1990年代には「八王子ラーメン」という名称で地元に普及し、地域に根付いたご当地グルメとなった。

## 派生商品
2009年1月にファミリーマートから「レンジ八王子風ラーメン」が関東限定で、同年2月にセブン-イレブンから八王子市・日野市限定で八王子ラーメンが発売された。
2013年に東京都八王子市に本部を置くにスーパーアルプスと日清食品の共同開発によりカップ麺の八王子ラーメンを制作。当初は関東甲信越地区・静岡県にて販売していたが、2019年には全国にてリニューアル販売となる。
2015年7月には東京西地区のセブンイレブン限定で冷たい八王子ラーメンが発売された。

## 八麺会
ご当地グルメとなった八王子ラーメンの更なる普及促進、ひいては町おこしに使おうと、2003年に八王子市役所職員、東京工科大学メディア学部准教授及び地元大学生などが八麺会(https://hachimen.org/)を設立。後に「八王子ラーメン」の定義を改めて明確にし、シティプロモーションとして町おこしに利用している。